# Michael van der Mark
Pour les articles homonymes, voir Mark.
Michael van der Mark, né le 26 octobre 1992 à Gouda aux Pays-Bas, est un pilote professionnel de vitesse moto. Vainqueur à 3 reprises des 8 Heures de Suzuka (en 2013 et 2014 au guidon d'une Honda CBR1000RRW et en 2017 avec la Yamaha YZF-R1), il est champion du monde 2014 en catégorie Supersport. Depuis 2015, il évolue en catégorie Superbike.

## Biographie
Issu d'une famille de motards puisque son père Henk était également pilote professionnel, il a été proclamé champion en 2012 du Championnat d'Europe Superstock 600. En 2013 et 2014, il a remporté les 8 Heures de Suzuka avec Takumi Takahashi et Leon Haslam au Championnat du Monde de Moto d'Endurance en une Honda CBR1000RRW . En 2014 , il a remporté le Honda PATA du Championnat du Monde Supersport .
Avec le titre de Champion du Monde Supersport , van der Mark est allé au Championnat du Monde Superbike en 2015 , restant dans l'équipe Pata Honda en utilisant une Honda CBR1000RR SP .  Son coéquipier était le Français Sylvain Guintoli .  Lors de sa première saison, le pilote néerlandais a réussi à obtenir un double podium lors de son Grand Prix à Assen , son troisième podium de la termporada a eu lieu pour la dernière fois dans la course 1 de Jerez, a terminé la saison à la septième place du classement des pilotes avec 194 points.
En 2016, il est resté dans l'équipe, désormais rebaptisée Honda World Superbike Team , en utilisant la même moto. Son coéquipier pour cette saison était l'Américain Nicky Hayden .  Lors de la manche de Thaïlande , van der Mark a obtenu sa première Superpole au Championnat du Monde Superbike .  Cette saison compte six podiums et une quatrième place au classement des pilotes avec 267 points marqués.
En 2017, il a changé d'équipement et de moto, a signé pour l'équipe Pata Yamaha Official WorldSBK et a continué à utiliser la Yamaha YZF-R1 , son coéquipier était le Britannique Alex Lowes .  Lors de sa première saison avec Yamaha, il en a coûté pour monter sur le podium, avait un teminando très régulier parmi les dix premiers mais n'a pas pu atteindre le podium jusqu'à ce que le dernier tiers du championnat dans la course 2 du Portugal ait obtenu son premier podium avec Yamaha en terminant deuxième , et au prochain tour en France, a réalisé son deuxième et dernier podium de la saison en terminant troisième de la course 2 à Magny-Cours . Il a terminé sa première saison avec Yamaha à la sixième place avec 223 points. Cette saison, a couru le Grand Prix de Malaisie en  et le Grand Prix de Valence  de MotoGP avec la YZR-M1 Yamaha de l'équipe Monster Yamaha Tech 3 en remplacement d'un convalescent Jonas Folger ; n'a pas réussi à marquer des points dans l'une ou l'autre des courses.
En 2018, van der Mark et Lowes ont tous deux renouvelé l'équipe Pata Yamaha Official WorldSBK . Lors de la manche de Grande-Bretagne organisée à Donington , il a remporté ses deux premières victoires au Championnat du Monde Superbike .  Avec la victoire dans la course 1 à Donington est devenu le premier pilote néerlandais à remporter une course dans le championnat du monde Superbike .  En plus des deux victoires, van der Mark a réalisé huit podiums, notamment le double podium obtenu lors de sa course à domicile à Assen. Il a terminé la saison à la troisième place du classement des pilotes.
En 2019 , van der Mark et Lowes ont renouvelé leur contrat en duo pour la troisième saison consécutive.  Dans la saison, il a remporté une victoire lors de la ronde d' Espagne à Jerez .  Il Conssiguió sept podiums cette saison dans sa course à domicile aux Pays - Bas , a réussi à monter sur le podium dans les deux courses à Assen . Il a été contraint d'abandonner la manche de Misano en raison d'un accident à la fin des essais libres 2 qui a entraîné une commotion cérébrale., en plus de fractures de certaines côtes et d'une fracture du poignet droit.  Il a terminé la saison quatrième au classement des pilotes derrière son coéquipier Alex Lowes avec 327 points.
En 2020 , van der Mark dispute sa quatrième saison consécutive avec l' équipe officielle Pata Yamaha WorldSBK , son nouveau coéquipier est le turc Toprak Razgatlıoğlu 